# Америчка Самоа на Светском првенству у атлетици у дворани 2016.
Америчка Самоа је учествовала на на Светском првенству у атлетици у дворани 2016. одржаном у Портланду од 17. до 20. марта,  други пут. Репрезентацију Америчке Самое представљао је један атлетичар, који се такмичио у трци на 60 метара.
На овом првенству представник Америчка Самоа није освојио ниједну медаљу, а оборио је лични рекорд.

## Учесници
Мушкарци:
- Шајенн Санитоа — 60 м

## Резултати

### Мушкарци
| Атлетичарка   | Дисциплина | Лични рекорд | Квалификација | Квалификација | Полуфинале           | Полуфинале           | Финале               | Финале       | Детаљи |
| Атлетичарка   | Дисциплина | Лични рекорд | Резултат      | Место         | Резултат             | Место                | Резултат             | Место        | Детаљи |
| ------------- | ---------- | ------------ | ------------- | ------------- | -------------------- | -------------------- | -------------------- | ------------ | ------ |
| Шајен Санитоа | 60 м       |              | 7,37 ЛР       | 8. у гр. 3    | Није се квалификовао | Није се квалификовао | Није се квалификовао | 53 / 53 (56) |        |